# T9.3 AL et ex-Prusse
La série T9.3, comprenant les T9.3 7051 à 7182 (AL), 7183 à 7187 (AL), 7189 à 7193 (AL), 3.1463 à 3.1491 (Nord), 1868 à 1871 (PO) et 5701 à 5730 (PLM) sont des locomotives à vapeur de disposition d'essieu : 130 d'origine prussienne. Les premières T9.3 ont été livrées à partir de 1901 aux Chemins de fer royaux de Prusse (KPEV). Elles avaient été étudiées pour la remorque de trains de marchandises légers ou de voyageurs sur toutes les lignes. Ces locomotives-tender eurent plusieurs origines.

## T9.3 7051 à 7182
Construites directement pour les Chemins de fer impériaux d'Alsace-Lorraine (EL) elles furent livrées de 1901 à 1913. Classées d'abord dans la série D31 (pour les plus anciennes), elles furent réimmatriculées en 1906 dans la série T8, puis en 1912 dans la série T9.3, comme leurs homologues prussiennes. Les livraisons par les constructeurs se firent dans l'ordre suivant :
- en 1901 :
  - D31 n° 814 à 827 puis T8 2301 à 2312 puis T9.3 7051 à 7062 par Henschel à Cassel
  - D31 n° 828 à 835 puis T8 2313 à 2322 puis T9.3 7063 à 7072 par Union-Giesserei à Königsberg en Prusse
- en 1902 :
  - D31 n° 836 et 837 puis T8 2323 et 2324 puis T9.3 7073 et 7074 par Union-Giesserei à Königsberg en Prusse
- de 1903 à 1905 :
  - D31 n° 944 à 972 puis T8 2325 à 2353 puis T9.3 7075 à 7103 par Henschel à Cassel
- de 1906 à 1907 :
  - D31 n° 1089 à 1097 puis T8 2354 à 2362 puis T9.3 7104 à 7112 par Henschel à Cassel
- en 1908 :
  - T8 2363 à 2367 puis T9.3 7113 à 7117 par Krauss-Maffei à Munich en Bavière
  - T8 2368 à 2401 puis T9.3 7118 à 7151 par Humboldt à Cologne en Prusse
  - T8 2402 à 2427 puis T9.3 7152 à 7177 par EMBG à Graffenstaden en Alsace
- en 1913 :
  - T9.3 7178 à 7182 par EMBG à Graffenstaden en Alsace

Durant la Première Guerre mondiale dix machines sont perdues et furent, pour la plupart, immatriculées dans la série 91.3-20 de la Deutsche Reichsbahn (DRG). Il s'agissait des T9.3 7055, 7063, 7064 (DRG 91 303 à 91 305), 7089 (DRG 91 544), 7101 (DRG 91 656), 7105 (DRG 91 745), 7122, 7138 (DRG 91 1245), 7168 et 7182 (DRG 91 1694). La 7122 se retrouve en Belgique après 1918 ; elle fut considérée comme butin de guerre et cédée à la compagnie du Gand - Terneuzen qui la transforma en locomotive à tender séparé. La 7183 aurait été réformée en 1917 et une autre machine (la 7181) disparaît des inventaires en 1918 mais pour se retrouver au service du dépôt de matériel du 5e régiment du génie à Versailles-Matelots.

## T9.3 7183 à 7187 et 7189 à 7193 (AL)
Après la Première Guerre mondiale, 10 autres locomotives de ce type (de provenance des Chemins de fer royaux de Prusse (KPEV)) furent attribuées au réseau ferroviaire d'Alsace-Lorraine (AL) au titre des prestations d'armistice où elles portèrent les numéros 7183 à 7187 et 7189 à 7193 (le numéro 7188 fut réservée pour une autre machine très différente : la T9.1 7188) ; elles compensaient la perte des 10 T9.3 alsaciennes qui restèrent en Allemagne.

### Utilisation
Sur le réseau des Chemins de fer impériaux d'Alsace-Lorraine (EL), leur utilisation parut opportune compte tenu des nombreuses lignes d'embranchement de ce réseau. Du fait de leur nombre et de leur aptitude de « bonne à tout faire », elles ont fréquenté tous les dépôts de l'AL et du réseau ferroviaire de la Société royale grand-ducale des chemins de fer Guillaume-Luxembourg.
À partir des années 1930 les radiations commencent à toucher la série avec 9 machines en 1930, 25 machines en 1932, 1 machine en 1934, 3 machines en 1937 et 11 machines en 1938. De plus en décembre 1937 la 7100 est cédée à la Société Lorraine Charbonnière.
À la création de la SNCF en 1938 il reste 80 machines mais sur ce nombre seulement 25 sont prises en compte avec l'immatriculation 1-130 TA entre 51 et 191 et trois machines se retrouvent à la société De Wendel : la 7127 en 1938 devenue la W 124, la 7051 en décembre 1938 devenue W 129 et la 7117 en 1939 devenue W 130.
Au sortir de la Seconde Guerre mondiale il manque encore 4 machines avec la 7159 intégrée au parc DB et les 7082, 7099 et 7131 intégrées au parc des PKP et 7 machines ex-AL furent cédées aux CFL (numéros 30.01 à 03 et 30.11 à 14) après la Seconde Guerre mondiale. La dernière, l'ex-7144 fut radiée en 1959.

## T9.3 3.1463 à 3.1491 (Nord)
Ces machines furent attribuées à la Compagnie des chemins de fer du Nord par le biais des prestations d'armistice de 1918. Elles furent classées dans la série 3.1463 à 3.1491. Leurs dépôts furent : Aulnoye, Boulogne, Creil, Dunkerque, Fives, Hazebrouck, Les Joncherolles, La Chapelle, Somain, Tourcoing et Valenciennes. En 1938 elles furent immatriculées 2-130 TB entre 1 et 29 mais lors de la Seconde Guerre mondiale elles quittent toutes le territoire. Lors du retour il manque à l'appel la 3.1469, qui sera vue, radiée, à Zeitz en 1955, et seules 10 machines auront effectivement leur numéros SNCF. Les radiations s'échelonneront de 1945 avec la 3.1474 jusqu'en 1953 avec les ultimes représentantes, les 2-130 TB 4, 15, 22 et 23.
Les 3.1464 et 3.1486 furent vendues en novembre et mai 1951 à la société Ugine Kuhlmann.

## T9.3 1868 à 1871 (PO)
Ces machines furent attribuées à la Compagnie du chemin de fer de Paris à Orléans, par le biais des prestations d'armistice de 1918. Elles furent numérotées 1868 à 1871. La machine 1868 sera vendue dès 1929 au Chemin de fer de l'Est de Lyon où elle reçoit le numéro 41 puis cédée en 1938 aux Chemins de fer Secondaires du Nord-Est où elle reçoit le numéro 91. Sa radiation est effectuée en novembre 1963 au dépôt de Provins. Pour les 3 autres machines les dépôts furent : Auray, Savenay et Nantes à l'origine. Lors de la fusion entre la Compagnie du chemin de fer de Paris à Orléans et la Compagnie des chemins de fer du Midi elles sont réimmatriculées 130.869 à 130.871. En 1938 elles furent immatriculées 4-130 TB 869 à 871 avec la radiation de la 4-130 TB 870 dès le 1er mars 1939 mais lors de la Seconde Guerre mondiale cette machine fut réintégrée dans les effectifs à la suite du manque de machines (cette pratique mérite d'être signalée car elle fut fort rare et qui plus est pour une petite machine !). La série fut placée en attente d'amortissement pour le 1er juillet 1951 avec la radiation de la 4-130 TB 871 en 1952 et la 4-130 TB 869 en 1953.

## T9.3 5701 à 5730 (PLM)
Ces machines furent attribuées à la Compagnie du chemin de fer Paris-Lyon-Méditerranée, par le biais des prestations d'armistice de 1918. Elles furent classées numéros 5701 à 5730 et elles arrivèrent en deux étapes sur le réseau avec 21 machines en 1919 et 9 machines en 1920. La série fut réimmatriculée PLM 130 AT 1 à 30 en 1924 avec pour dépôts : Portes, Badan, Lyon-Vaise, Chalon-sur-Saône, Clermont-Ferrand, Besançon, Lons-le-Saunier, Chambéry et Saint-Étienne. Dès 1932 les radiations débutent et en 1937 il ne reste plus que 4 machines. En 1938 elles ne sont plus que 3 qui furent immatriculées 5-130 TA 2,9 et 11 et qui seront reversées à la région Nord en 1945 où elles furent immatriculées 2-130 TB 501 à 503. La 2-130 TB 502 est vendue à la société Ugine Kuhlmann en 1952 et la dernière machine, la 2-130 TB 501, est radiée en 1962 comme ultime représentante de la série des T9.3 françaises.
Sur toute la série de machines de type T9.3 ce furent les seules à connaître une mutation.

## Les T9.3 enBelgique

### État Belge - SNCB
84 exemplaires de T9.3 furent attribuées à la Belgique où elles furent mises en service sur les Chemins de fer de l’État belge. 81 de ces locomotives seront immatriculées dans le type 93 en 1925 et feront partie des effectifs de la SNCB.
Elles furent numérotées 9301-59, 61-62, 65, 67, 69, 71-73, 78-86, 90, 92, 94, 98 et 99 sans tenir compte de l'ordre de numérotation initial ni de leur ordre de construction, bien que la plupart des T9.3 les plus récentes se soient vu attribuer des matricules plus élevés.
Parmi celles qui n'ont pas été renumérotées se trouvent deux machines radiées et une machine vendue à l'Armée belge.
Les type 93 assuraient les manœuvres et le cabotage des marchandises.

#### Seconde Guerre mondiale
En 1940, les 81 locomotives de la SNCB étaient encore en service. Durant la Seconde Guerre mondiale, l'ensemble de la série fut réquisitionné et envoyé en Allemagne ; sept machines SNCB et celle de l'armée furent cédées à la DRG au titre de la Convention Eupen - Malmédy.
Il s'agissait des 9307, 09, 16, 29, 48, 00, 52 et 82 ; elles furent renumérotées 91 1837 à 1844.
15 type 93 ne furent jamais restituées. La 91 1843 (Eupen - Malmédy) fut conservée par les chemins de fer d'Allemagne de l'Ouest et fut radiée en 1953 ; les 9312-13, 23, 26, 30, 38, 43, 52, 78-79, 83, 94 et 99 se retrouvèrent en Allemagne de l'Est tandis que le sort des 91 1837 et 9348 est inconnu.Les BR 93 sont devenues le type 97 SNCB

#### Après-guerre
En 1946, la SNCB adopte la numérotation à cinq chiffres. 59 type 93 conservèrent leur fin de matricule d'origine tandis que cinq autres furent entièrement renumérotées : La 9382 devient la 93.060 ; la 9884, 93.064 ; la 9385, 93.066 ; la 9386, 93.068 ; la 9390, 93.070 ; la 9382, 93.074 et la 9398 devint la 93.076. Les 93.005, 029 et 071 étaient irréparables et furent rayées des écritures. La 93.021 fut échangée par l'Armée belge avec une type 53 qui retourna à la SNCB. La 93.001 rejoint également les effectifs de l'armée en 1953.
Les machines restantes continuèrent à assurer des trains de cabotage et furent également affectées à des trains de voyageurs omnibus rapides et légers surnommés "Trottinettes".
35 étaient encore en service en 1954 ; les dernières seront radiées à Bruges de 1962 à 1963.

### Gand-Terneuzen
La 7122 originaire du réseau d'Alsace-Lorraine et abandonnée à Zelzate lors de la retraite de 1918 fut considérée comme butin de guerre et attribuée au Chemin de Fer Gand-Terneuzen après la Première Guerre mondiale et fut numérotée 15. Cette machine sera reconstruite en locomotive à tender séparé avec une nouvelle cabine et la suppression des réserves d’eau et de charbon au profit d’un tender prussien de 12 m3. Sa date de mise hors service n’est pas connue.

### Armée belge
En 1923 ou 1924, l'armée acheta une des T9.3 cédées à l’État belge, l'ex 7215 Köln construite par Hohenzollern en 1903. En 1940, elle fut immatriculée par la SNCB 9300, fit partie des locomotives rétrocédées à l'Allemagne au titre de la Convention Eupen - Malmédy, avec le numéro 91 1842 ; récupérée par la Belgique en 1948, elle fut rétrocédée à l'armée et utilisée sur la ligne entre Kapellen et le camp militaire de Brasschaat.
Après la guerre, elle prit également en effectifs la 93.021 en 1948 et la 93.001 suivit en 1953. Ces locomotives à vapeur furent remplacées par des locotracteurs en 1960. Une photographie prise en 1956 montre la 93.001 en livrée kaki portant la cocarde belge et un emblème du génie.

## Les T9.3 enPologne
Les Polskie Koleje Państwowe (PKP), chemins de fer du nouvel état polonais hérite d'un total de 320 T9.3 lesquelles sont soit perdues par les Chemins de fer prussiens dans les territoires anciennement allemands soit prélevés par la commission d'armistice. Constituant la série Tki3-1 à 310 et Tki3-1Dz à 10Dz ces derniers matricules étant attribués à dix exemplaires affectés à la ville libre de Dantzig (Gdańsk) dont les chemins de fer sont sous administration polonaise ; cinq autres Tki3 ont plus tard été renumérotées 11Dz à 15Dz. Fort utiles pour les dessertes locales et les manœuvres, la série compte encore 316 exemplaires en 1939 lors de l'invasion du pays.
L'Allemagne nazie s'accapare un total de 256 Tki3 qui sont reversées à la Deutsche Reichsbahn (DR) qui, ayant entretemps radié un certain nombre de ses propres T9.3 générant des lacunes, leur attribue certains numéros ainsi vacants, entre 91 301 et 1007. 49 autres sont prises en effectif par les Soviétiques ; comme les Allemands, ce total inclut une locomotive radiée avant-guerre par les PKP mais non-encore démolie. Dix autres Tki3 sont allouées en 1939 par les Allemands attribuent aux chemins de fer lituaniens (LG), numéros 716 à 725, mais presque toutes retombent dans leurs mains après l'invasion allemande de 1941. La conquête de territoires en Union Soviétique à la suite de l'Opération Barbarossa ajoute 25 ex-Tki3 aux effectifs de la DR, renumérotées suivant le même principe.
Après la défaite allemande de 1945, certaines ex-Tki3 se retrouvent dans d'autres pays (Autriche, Yougoslavie, Tchécoslovaquie, etc.) et y demeurent. Dans les territoires sous leur juridiction, les Soviétiques saisissent également un lot de T9.3 d'origine diverse et les conservent à leur inventaire après-guerre. Les locomotives ex-polonaises retrouvées dans les différentes zones d'occupation allemandes sont considérées comme allemandes et ne sont pas restituées.
Les PKP font de même et renumérotent 247 locomotives dans la série Tki3 parmi lesquelles 156 avaient roulé pour les PKP auparavant. Au-moins quatre locomotives irréparables sont prestement ferraillées et un certain nombre quitte l'inventaire des PKP pour être prises en main par divers sites industriels du pays. Il reste 213 machines à l'effectif de la compagnie nationale en 1947 auxquels s'ajoutent en 1949 au-moins sept Tki3 retrouvées en Tchécoslovaquie. La mise au rebut, ou la revente à des industries, se poursuit mais, en dépit de leur obsolescence (en particulier l'absence de surchauffe), les ultimes représentantes des PKP sont radiées entre janvier 1968 et janvier 1969 tandis que la dernière de ces locomotives d'usine est mise à la retraite en 1982.
Ayant un grand besoin en locomotives sans foyer, notamment sur les sites industriels manipulant des produits inflammables, l'administration des chemins de fer transforme un total de 59 Tki3 en conservant uniquement le châssis, les cylindres, la distribution et les quatre paires de roues. Désignées Tkbi3 elles reçoivent une arête carénée au sommet de l'accumulateur de vapeur et leur arrangement prévoit qu'elles circulent le plus souvent cabine en avant. Leur carrière se poursuit bien après 1980.

## Description
Ces Mogul disposaient d'un moteur à deux cylindres et à simple expansion. La distribution était du type « Heusinger ». Le foyer était un foyer de type « Crampton ». L'échappement était fixe du type « Allemand ». Le bogie-bissel avait un déplacement latéral de + ou - 34 mm. Les soutes à eau étaient en trois position avec deux latérales et une entre les longerons. Ces machines furent étudiées pour améliorer les performances des T9.2 qui elles-mêmes avaient été étudiées par crainte de déraillements des T9.1 du fait de leurs bissel arrière, ce qui s'avéra infondé.

## Caractéristiques
- Pression de la chaudière : 12 kg/cm2
- Diamètre des cylindres : 450 mm
- Diamètre des roues motrices : 1 350 mm
- Diamètre des roues du bissel : 1 000 mm
- Capacité des soutes à eau : 7 m3
- Capacité de la soute à charbon : 2 t
- Masse en ordre de marche : 60,4 t
- Masse adhérente : 45,6 t
- Longueur hors tout : 10,7 m
- Vitesse maxi en service : 65 km/h